# Aritana Yawalapiti
Aritana Yawalapiti (maio de 1945 — Goiânia, 5 de agosto de 2020) foi um cacique do grupo indígena dos Iaualapitis, da região brasileira do Alto Xingu e presidente do Instituto de Pesquisa Etno Ambiental do Xingu (IPEAX).

## Biografia
Aritana descendia de uma família de lideranças dos povos Kamayurá, por parte materna, e Yawalapiti, por parte paterna, com destaque para seu pai, Kanato ou Kanatu, um dos primeiros de seu povo a aprender o idioma português e servir na diplomacia interétnica entre os indígenas xinguanos e os não-indígenas, para seu tio, o cacique Sariroá ou Sariruá, e o seu avô, o cacique Aritana ou Urutsi, que morreu na década de 1930, durante um conflito interétnico indígena entre os Yawalapiti e os Aweté.
Ainda criança, na década de 1950, conheceu os irmãos Cláudio Villas-Bôas e Orlando Villas-Bôas, com os quais, segundo o cacique, aprendeu muito "sobre a importância de se preservar os hábitos antigos”.
Preparado desde muito cedo para cumprir sua função de liderança, assumiu a chefia dos Yawalapiti na década de 1980, passando a atuar na defesa dos direitos dos indígenas, especialmente no que se refere à demarcação de terras, preservação ambiental, saúde e educação.

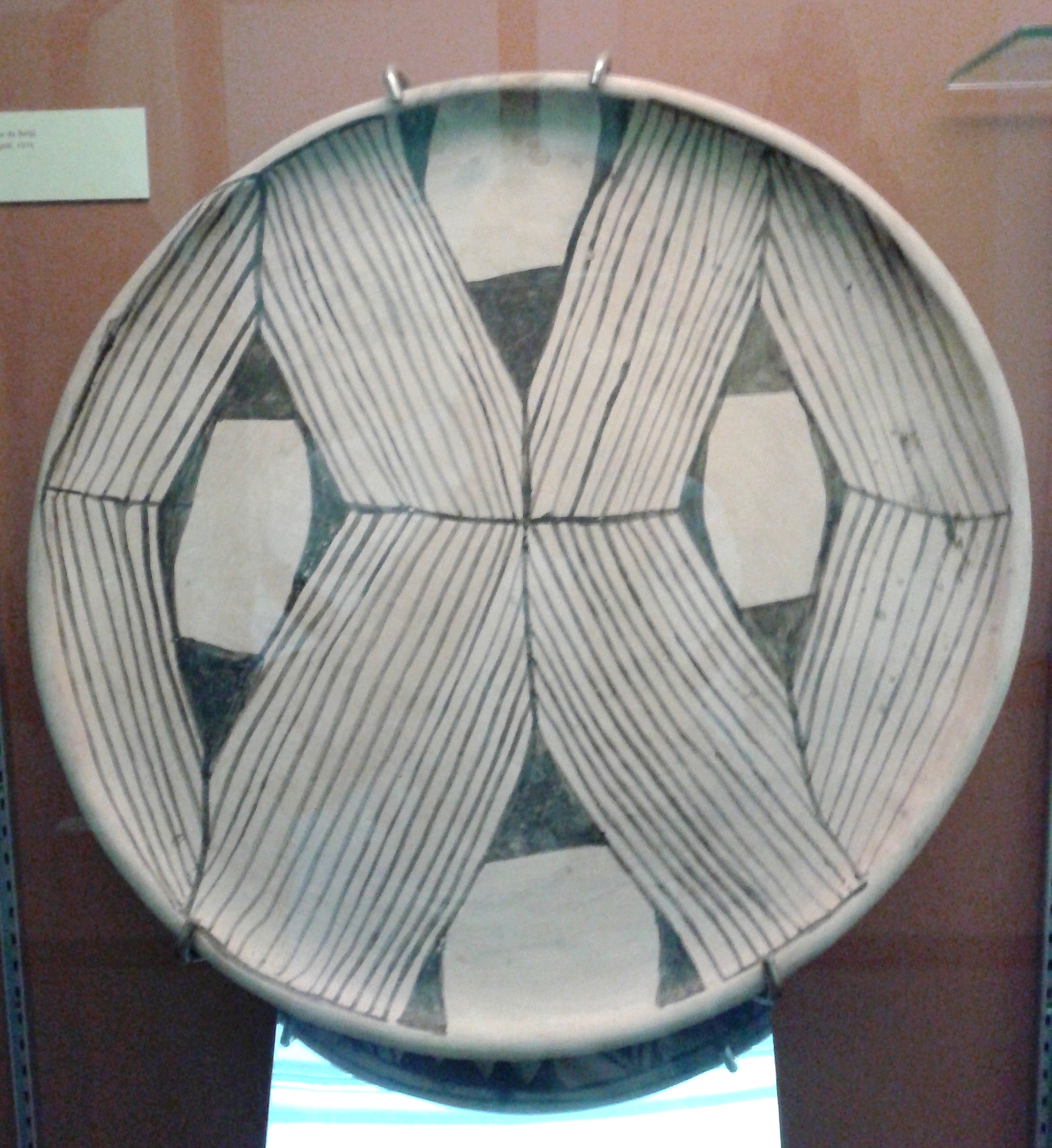
Torrador de beiju do povo Yawalapiti

Pela sua atuação no campo de direitos indígenas e sua reputação entre outras etnias, Aritana por vezes, fez-se representante de diversas outras etnias, especialmente as que habitam o Parque Nacional do Xingu.
Foi um dos entrevistados no documentário Despertar das Amazonas (2009), dirigido por Anna Penido.
Morreu em 5 de agosto de 2020, aos 71 anos, da Covid-19.

## Sucessão política e familiar
Além de Filho de Kanatu e sobrinho do cacique Sariruá, Aritana também tinha um irmão mais novo, Pirakumã Yawalapiti (1955-2015), que também desempenhou um papel importante na região do Xingu, tendo exercido o cacicado no Alto Xingu.
Após o seu falecimento, o seu filho Tapi Yawalapiti o sucedeu como cacique dos Yawalapiti e, desde então, vem exercendo o papel de principal liderança política da Terra Indígena do Xingu na condição de "Cacique-geral do Xingu".